# Геометрична еквівалентність
Геометрична еквівалентність (англ. geometrical equivalence) — у хімії полімерів — симетрична відповідність між ланками, що належать до одного ланцюга. Елементи симетрії завжди спеціально пов'язані з віссю ланцюга.